# Aleksander Sulewski
Aleksander Sulewski h. Pomian (ur. 21 listopada 1897 w Grandziczach, zm. po 1945) – major dyplomowany artylerii Wojska Polskiego, działacz niepodległościowy, kawaler Orderu Virtuti Militari.

## Życiorys
Urodził się 21 listopada 1897 w majątku Grandzicze, w ówczesnym powiecie grodzieńskim guberni grodzieńskiej, w rodzinie Mikołaja (1859–1943), generała brygady Wojska Polskiego i Kazimiery z domu Worytko h. Sas (ur. 1876). W 1907 rozpoczął naukę w gimnazjum w Grodnie, jesienią 1912 przeniósł się do gimnazjum w Wilnie, a wiosną 1915 do gimnazjum w Moskwie, gdzie w czerwcu 1916 zdał maturę.
Od 20 sierpnia 1916 jako wolontariusz służył w 2 Turkiestańskiej Brygadzie Artylerii. Do grudnia 1917 walczył na froncie południowo-zachodnim. 20 lutego 1918 wstąpił do I Korpusu Polskiego w Rosji, a po jego rozbrojeniu został internowany przez Niemców w obozie pod Kownem. W lipcu został zwolniony z obozu, a w listopadzie 1918 przyjechał do Warszawy, gdzie wstąpił do 3 pułku ułanów. W styczniu 1919 został przeniesiony do 1 baterii konnej, późniejszej 1 baterii 1 dywizjonu artylerii konnej. W jej szeregach walczył aż do zawieszenia broni. 7 czerwca 1920 jako obserwator artylerii został ranny w walce pod wsią Stare Kruki w powiecie dziśnieńskim. Awansował na plutonowego. Wyróżnił się w czasie zagonu na Korosteń. 19 października 1920 porucznik Stanisław Kopański sporządził wniosek na odznaczenie orderem „Virtuti Militari”, w którym napisał: „5 października br. pod wsią Katerynówką, gdy czołowy działon zajął pozycję na ochotnika wybiegł o kilkaset kroków przed punkt obserwacyjny na absolutnie odkryty i ostrzeliwany przez nieprzyjaciela teren, by zaobserwować ugrupowanie bojowe nieprzyjaciela, przez co w znacznej mierze przyczynił się do skutecznego skierowania ognia”.
W listopadzie 1920 został skierowany do Szkoły Podchorążych Artylerii w Poznaniu. W marcu 1921, po ukończeniu szkoły, został mianowany podchorążym i przydzielony do macierzystego 1 dywizjonu artylerii konnej. Na stopień podporucznika został mianowany z dniem 1 września 1921 w artylerii. Służbę w 1 dak, który stacjonował w stołecznym garnizonie pełnił przez kolejnych dziewięć lat. W międzyczasie (3 maja 1922) został zweryfikowany w stopniu podporucznika ze starszeństwem od 1 czerwca 1919 i 16. lokatą w korpusie oficerów artylerii. 12 lutego 1923 prezydent RP awansował go z dniem 1 stycznia 1923 na porucznika ze starszeństwem z 1 czerwca 1920 i 6. lokatą w korpusie oficerów artylerii. 27 stycznia 1930 prezydent RP nadał mu z dniem 1 stycznia 1930 stopień kapitana w korpusie oficerów artylerii i 46. lokatą.
5 stycznia 1931 został powołany do Wyższej Szkoły Wojennej w Warszawie, w charakterze słuchacza kursu 1930/32. 1 listopada 1932, po ukończeniu kursu i otrzymaniu dyplomu naukowego oficera dyplomowanego, został przeniesiony do 6 Samodzielnej Brygady Kawalerii w Stanisławowie na stanowisko I oficera sztabu. W listopadzie 1934 został przeniesiony do Departamentu Dowodzenia Ogólnego Ministerstwa Spraw Wojskowych w Warszawie. Na stopień majora został awansowany ze starszeństwem z 19 marca 1938 i 29. lokatą w korpusie oficerów artylerii. W marcu 1939 pełnił służbę w Departamencie Artylerii MSWojsk. na stanowisku kierownika referatu ogólnego.
W czerwcu 1940, w czasie ewakuacji Wojska Polskiego z Francji do Wielkiej Brytanii pełnił w zastępstwie obowiązki szefa sztabu Dowództwa Okręgu Wojskowego. Od 14 sierpnia do 20 września 1940 pełnił służbę w Obozie Oficerskim Nr II w Rothesay na stanowisku zastępcy dyrektora nauk. W grudniu 1942 został przeniesiony ze sztabu 10 Brygady Kawalerii Pancernej na stanowisko szefa sztabu Grupy Wojsk Wspierających 1 Dywizji Pancernej. 20 listopada 1943 został zatwierdzony na stanowisku I oficera sztabu dowódcy artylerii dywizyjnej 1 DPanc.. Na tym stanowisku wziął udział w kampanii we Francji, Belgii, Holandii i Niemczech 1944–1945.

## Ordery i odznaczenia
- Krzyż Srebrny Orderu Wojskowego Virtuti Militari nr 3318 – 3 lutego 1922[27][28][29]
- Krzyż Walecznych[30]
- Medal Niepodległości – 23 grudnia 1933 „za pracę w dziele odzyskania niepodległości”[31][2][32]
- Srebrny Krzyż Zasługi[19][33]
- Medal za Ratowanie Ginących[1]
- Medal Pamiątkowy za Wojnę 1918–1921[1]
- Medal Dziesięciolecia Odzyskanej Niepodległości[1]
- Odznaka za Rany i Kontuzje z jedną gwiazdką[1]
- Odznaka pamiątkowa artylerii konnej II RP[1]
- Medal Zwycięstwa[6]
- łotewski Medal Pamiątkowy 1918-1928 – 6 sierpnia 1929[34]